# Джомана Ельмаграбі
Джомана Ельмаграбі (21 червня 1995) — єгипетська плавчиня.
Учасниця Олімпійських Ігор 2016 року, де в змаганнях груп посіла 7-ме місце.